# Discografia degli Heart
La seguente è una discografia comprensiva del gruppo musicale statunitense Heart.

## Album

### Album in studio
| Anno                                                                                               | Titolo                                                                          | Classifiche | Classifiche | Classifiche | Classifiche | Classifiche | Classifiche | Classifiche | Classifiche | Classifiche | Classifiche | Classifiche | Classifiche | Certificazioni                                          |
| Anno                                                                                               | Titolo                                                                          | US          | AUS         | AUT         | CAN         | FIN         | GER         | NLD         | NOR         | NZ          | SWE         | SWI         | UK          | Certificazioni                                          |
| -------------------------------------------------------------------------------------------------- | ------------------------------------------------------------------------------- | ----------- | ----------- | ----------- | ----------- | ----------- | ----------- | ----------- | ----------- | ----------- | ----------- | ----------- | ----------- | ------------------------------------------------------- |
| 1975                                                                                               | Dreamboat Annie - Pubblicazione: settembre 1975 - Etichetta: Capitol/Mushroom   | 7           | 9           | —           | 20          | —           | —           | 7           | —           | —           | —           | —           | 36          | - CAN: 2× Platino - US: Platino                         |
| 1977                                                                                               | Little Queen - Pubblicazione: 14 maggio 1977 - Etichetta: Portrait              | 9           | 22          | —           | 2           | —           | 34          | 9           | —           | —           | 44          | —           | 34          | - CAN: 2× Platino - US: 3× Platino                      |
| 1978                                                                                               | Magazine - Pubblicazione: 22 aprile 1978 - Etichetta: Capitol                   | 17          | 66          | —           | 13          | —           | —           | —           | —           | —           | —           | —           | —           | - CAN: Platino - US: Platino                            |
| 1978                                                                                               | Dog & Butterfly - Pubblicazione: 7 ottobre 1978 - Etichetta: Portrait/Epic      | 17          | 48          | —           | 9           | —           | —           | 46          | —           | —           | —           | —           | —           | - CAN: Platino - US: 2× Platino                         |
| 1980                                                                                               | Bébé le Strange - Pubblicazione: 14 febbraio 1980 - Etichetta: Epic             | 5           | 78          | —           | 24          | —           | —           | —           | —           | 50          | —           | —           | —           | - CAN: Platino - US: Oro                                |
| 1982                                                                                               | Private Audition - Pubblicazione: 5 giugno 1982 - Etichetta: Epic               | 25          | —           | —           | 21          | —           | —           | —           | —           | —           | —           | —           | 77          |                                                         |
| 1983                                                                                               | Passionworks - Pubblicazione: 20 agosto 1983 - Etichetta: Epic                  | 39          | —           | —           | 88          | —           | —           | —           | —           | —           | —           | —           | —           |                                                         |
| 1985                                                                                               | Heart - Pubblicazione: 6 luglio 1985 - Etichetta: Capitol                       | 1           | 37          | —           | 3           | 18          | 57          | —           | —           | —           | 22          | —           | 19          | - CAN: 6× Platino - UK: Oro - US: 5× Platino            |
| 1987                                                                                               | Bad Animals - Pubblicazione: 6 giugno 1987 - Etichetta: Capitol                 | 2           | 10          | 30          | 3           | 4           | 17          | 9           | 4           | —           | 5           | 5           | 7           | - CAN: 4× Platino - UK: Platino - US: 3× Platino        |
| 1990                                                                                               | Brigade - Pubblicazione: 26 marzo 1990 - Etichetta: Capitol                     | 3           | 11          | 7           | 2           | 2           | 14          | 16          | 7           | 7           | 2           | 11          | 3           | - CAN: 5× Platino - SWE: Oro - UK: Oro - US: 2× Platino |
| 1993                                                                                               | Desire Walks On - Pubblicazione: 16 novembre 1993 - Etichetta: Capitol          | 48          | 55          | —           | 36          | 19          | —           | —           | —           | —           | 24          | 46          | 32          | - CAN: Oro - US: Oro                                    |
| 2004                                                                                               | Jupiters Darling - Pubblicazione: 22 giugno 2004 - Etichetta: Sovereign Artists | 94          | —           | —           | —           | —           | —           | —           | —           | —           | —           | —           | —           |                                                         |
| 2010                                                                                               | Red Velvet Car - Pubblicazione: 31 agosto 2010 - Etichetta: Legacy              | 10          | —           | —           | —           | —           | —           | —           | —           | —           | —           | —           | —           |                                                         |
| 2012                                                                                               | Fanatic - Pubblicazione: 2 ottobre 2012 - Etichetta: Legacy                     | 24          | —           | —           | —           | —           | —           | —           | —           | —           | —           | —           | —           |                                                         |
| 2016                                                                                               | Beautiful Broken - Pubblicazione: 8 luglio 2016 - Etichetta: Concord            | 105         | —           | —           | —           | —           | —           | —           | —           | —           | —           | —           | 77          |                                                         |
| "—" indica una pubblicazione che non si è classificata o che non è stata pubblicata in quel Paese. |                                                                                 |             |             |             |             |             |             |             |             |             |             |             |             |                                                         |

### Raccolte
| Anno | Titolo                                                                                                | Classifiche | Classifiche | Classifiche | Classifiche | Certificazioni   |
| Anno | Titolo                                                                                                | US          | CAN         | NOR         | UK          | Certificazioni   |
| ---- | --- | ----------- | ----------- | ----------- | ----------- | ---------------- |
| 1980 | Greatest Hits/Live - Pubblicazione: 29 novembre 1980 - Etichetta: Epic                                | 13          | 18          | —           | —           | - US: 2× Platino |
| 1997 | These Dreams: Greatest Hits - Pubblicazione: 11 marzo 1997 - Etichetta: Capitol                       | 131         | —           | —           | 33          |                  |
| 1998 | Greatest Hits - Pubblicazione: 25 agosto 1988 - Etichetta: Epic/Legacy                                | —           | —           | 3           | —           |                  |
| 2000 | Greatest Hits: 1985-1995 - Pubblicazione: 27 giugno 2000 - Etichetta: Capitol                         | —           | —           | —           | —           | - US: Oro        |
| 2001 | Ballads: The Greatest Hits - Pubblicazione: 2001 (solo in Giappone) - Etichetta: Toshiba/EMI Japan    | —           | —           | —           | —           |                  |
| 2001 | Heart Presents a Lovemongers' Christmas - Pubblicazione: 20 novembre 2001 - Etichetta: Beyond Records | —           | —           | —           | —           |                  |
| 2002 | The Essential Heart - Pubblicazione: 26 novembre 2002 - Etichetta: Legacy                             | —           | —           | —           | —           | - US: Platino    |
| 2006 | Love Songs - Pubblicazione: 10 gennaio 2006 - Etichetta: Legacy                                       | —           | —           | —           | —           |                  |
| 2008 | Playlist: The Very Best of Heart - Pubblicazione: 8 luglio 2008 - Etichetta: Legacy                   | —           | —           | —           | —           |                  |
| 2012 | Strange Euphoria - Pubblicazione: 5 giugno 2012 - Etichetta: Legacy                                   | —           | —           | —           | —           |                  |

### Album dal vivo
| Anno | Titolo | Classifiche | Classifiche | Certificazioni |
| Anno | Titolo | US          | UK          | Certificazioni |
| ---- | --- | ----------- | ----------- | -------------- |
| 1991 | Rock the House Live! - Pubblicazione: 5 ottobre 1991 - Etichetta: Capitol                                                                   | 107         | 45          |                |
| 1995 | The Road Home - Pubblicazione: 29 agosto 1995 - Etichetta: Capitol                                                                          | 87          | —           | - US: Oro      |
| 2003 | Alive in Seattle - Pubblicazione: 10 giugno 2003 - Etichetta: Sony BMG                                                                      | —           | —           | - US: Oro      |
| 2007 | Dreamboat Annie Live - Pubblicazione: 23 ottobre 2007 - Etichetta: Sony BMG                                                                 | —           | —           |                |
| 2014 | Fanatic Live from Caesar's Colosseum - Pubblicazione: 25 febbraio 2014 - Etichetta: Frontiers                                               | —           | —           |                |
| 2014 | Heart & Friends - Home for the Holidays - Pubblicazione: 10 novembre 2014 - Etichetta: Frontiers                                            | —           | —           |                |
| 2016 | Live at The Royal Albert Hall with The Royal Philharmonic Orchestra - Pubblicazione: 25 novembre 2016 - Etichetta: Eagle Rock Entertainment | —           | —           |                |

## Singoli
| Anno                                                                                               | Singolo                                  | Classifiche | Classifiche | Classifiche | Classifiche | Classifiche | Classifiche | Classifiche | Classifiche | Classifiche | Classifiche | Classifiche | Classifiche | Classifiche | Classifiche | Classifiche | Classifiche | Certificazioni                                    | Album di provenienza        |
| Anno                                                                                               | Singolo                                  | US          | US MR       | US AC       | AUS         | AUT         | BEL         | CAN         | FIN         | GER         | IRL         | NLD         | NOR         | NZ          | SWE         | SWI         | UK          | Certificazioni                                    | Album di provenienza        |
| -------------------------------------------------------------------------------------------------- | ---------------------------------------- | ----------- | ----------- | ----------- | ----------- | ----------- | ----------- | ----------- | ----------- | ----------- | ----------- | ----------- | ----------- | ----------- | ----------- | ----------- | ----------- | ------------------------------------------------- | --------------------------- |
| 1975                                                                                               | Magic Man                                | 9           | —           | —           | 6           | —           | 10          | 26          | —           | —           | —           | 8           | —           | 26          | —           | —           | —           |                                                   | Dreamboat Annie             |
| 1976                                                                                               | Crazy on You                             | 35          | —           | —           | 70          | —           | 16          | 25          | —           | —           | —           | 4           | —           | —           | —           | —           | —           |                                                   | Dreamboat Annie             |
| 1976                                                                                               | Dreamboat Annie                          | 42          | —           | 17          | —           | —           | —           | 53          | —           | —           | —           | —           | —           | —           | —           | —           | —           |                                                   | Dreamboat Annie             |
| 1977                                                                                               | Barracuda                                | 11          | —           | —           | 15          | 16          | 30          | 2           | —           | 8           | —           | 29          | —           | 37          | 14          | —           | —           |                                                   | Little Queen                |
| 1977                                                                                               | Little Queen                             | 62          | —           | —           | —           | —           | —           | 58          | —           | —           | —           | —           | —           | —           | —           | —           | —           |                                                   | Little Queen                |
| 1977                                                                                               | Kick It Out                              | 79          | —           | —           | —           | —           | —           | 67          | —           | —           | —           | —           | —           | —           | —           | —           | —           |                                                   | Little Queen                |
| 1978                                                                                               | Heartless                                | 24          | —           | —           | —           | —           | —           | 18          | —           | —           | —           | —           | —           | —           | —           | —           | —           |                                                   | Magazine                    |
| 1978                                                                                               | Straight On                              | 15          | —           | —           | —           | —           | —           | 14          | —           | —           | —           | —           | —           | —           | —           | —           | —           |                                                   | Dog & Butterfly             |
| 1979                                                                                               | Dog & Butterfly                          | 34          | —           | 33          | —           | —           | —           | 51          | —           | —           | —           | —           | —           | —           | —           | —           | —           |                                                   | Dog & Butterfly             |
| 1980                                                                                               | Even It Up                               | 33          | —           | —           | —           | —           | —           | 56          | —           | —           | —           | —           | —           | —           | —           | —           | —           |                                                   | Bébé le Strange             |
| 1980                                                                                               | Bébé le Strange                          | 109         | —           | —           | —           | —           | —           | —           | —           | —           | —           | —           | —           | —           | —           | —           | —           |                                                   | Bébé le Strange             |
| 1980                                                                                               | Tell It Like It Is                       | 8           | —           | 43          | 51          | —           | —           | 4           | —           | —           | —           | —           | —           | 4           | —           | —           | —           |                                                   | Greatest Hits/Live          |
| 1981                                                                                               | Unchained Melody                         | 83          | —           | —           | —           | —           | —           | —           | —           | —           | —           | —           | —           | —           | —           | —           | —           |                                                   | Greatest Hits/Live          |
| 1982                                                                                               | The Man Is Mine                          | 33          | 16          | —           | —           | —           | —           | —           | —           | —           | —           | —           | —           | —           | —           | —           | —           |                                                   | Private Audition            |
| 1982                                                                                               | City's Burning                           | —           | 15          | —           | —           | —           | —           | —           | —           | —           | —           | —           | —           | —           | —           | —           | —           |                                                   | Private Audition            |
| 1983                                                                                               | How Can I Refuse                         | 44          | 1           | —           | —           | —           | —           | —           | —           | —           | —           | —           | —           | —           | —           | —           | —           |                                                   | Passionworks                |
| 1983                                                                                               | Sleep Alone                              | —           | 43          | —           | —           | —           | —           | —           | —           | —           | —           | —           | —           | —           | —           | —           | —           |                                                   | Passionworks                |
| 1983                                                                                               | Allies                                   | 83          | —           | —           | —           | —           | —           | —           | —           | —           | —           | —           | —           | —           | —           | —           | —           |                                                   | Passionworks                |
| 1984                                                                                               | The Heat                                 | —           | 40          | —           | —           | —           | —           | —           | —           | —           | —           | —           | —           | —           | —           | —           | —           |                                                   | Up the Creek (soundtrack)   |
| 1985                                                                                               | What About Love                          | 10          | 3           | —           | 28          | —           | —           | 8           | —           | 43          | 12          | —           | —           | —           | —           | —           | 14          | - CAN: Oro                                        | Heart                       |
| 1985                                                                                               | Never                                    | 4           | 2           | —           | 48          | —           | —           | 13          | 20          | —           | 10          | —           | —           | —           | —           | —           | 8           |                                                   | Heart                       |
| 1986                                                                                               | These Dreams                             | 1           | 2           | 1           | 27          | —           | —           | 6           | 23          | —           | 30          | 38          | —           | —           | —           | —           | 8           |                                                   | Heart                       |
| 1986                                                                                               | Nothin' at All                           | 10          | 6           | 40          | 87          | —           | —           | 29          | —           | —           | 18          | —           | —           | —           | —           | —           | 38          |                                                   | Heart                       |
| 1986                                                                                               | If Looks Could Kill                      | 54          | —           | —           | —           | —           | —           | —           | —           | —           | —           | —           | —           | —           | —           | —           | —           |                                                   | Heart                       |
| 1987                                                                                               | Alone                                    | 1           | 3           | 2           | 6           | 22          | 8           | 1           | 11          | 18          | 3           | 6           | 5           | —           | —           | 4           | 3           | - CAN: Oro - UK: Platino                          | Bad Animals                 |
| 1987                                                                                               | Who Will You Run To                      | 7           | 2           | —           | 62          | —           | —           | 19          | —           | —           | 18          | —           | —           | —           | —           | —           | 30          |                                                   | Bad Animals                 |
| 1987                                                                                               | There's the Girl                         | 12          | 16          | —           | —           | —           | —           | 31          | —           | —           | —           | —           | —           | —           | —           | —           | 34          |                                                   | Bad Animals                 |
| 1988                                                                                               | I Want You So Bad                        | 49          | —           | —           | —           | —           | —           | 88          | —           | —           | —           | —           | —           | —           | —           | —           | —           |                                                   | Bad Animals                 |
| 1990                                                                                               | All I Wanna Do Is Make Love to You       | 2           | 2           | 6           | 1           | 30          | 4           | 1           | 7           | 23          | 11          | 4           | 3           | 4           | 2           | 12          | 8           | - AUS: Platino - CAN: Oro - UK: Argento - US: Oro | Brigade                     |
| 1990                                                                                               | Wild Child                               | —           | 3           | —           | —           | —           | —           | —           | —           | —           | —           | —           | —           | —           | —           | —           | —           |                                                   | Brigade                     |
| 1990                                                                                               | I Didn't Want to Need You                | 23          | 13          | —           | —           | —           | —           | 14          | —           | —           | 14          | 60          | —           | —           | 15          | —           | 47          |                                                   | Brigade                     |
| 1990                                                                                               | Tall, Dark Handsome Stranger             | —           | 24          | —           | —           | —           | —           | —           | —           | —           | —           | —           | —           | —           | —           | —           | —           |                                                   | Brigade                     |
| 1990                                                                                               | Stranded                                 | 13          | 25          | 8           | —           | —           | —           | 2           | —           | —           | —           | —           | —           | —           | —           | —           | 60          |                                                   | Brigade                     |
| 1991                                                                                               | Secret                                   | 64          | —           | —           | —           | —           | —           | 30          | —           | —           | —           | —           | —           | —           | —           | —           | 79          |                                                   | Brigade                     |
| 1991                                                                                               | You're the Voice                         | —           | 20          | —           | —           | —           | —           | 65          | —           | —           | —           | —           | —           | —           | —           | —           | 56          |                                                   | Rock the House Live!        |
| 1992                                                                                               | Black on Black II                        | —           | 4           | —           | —           | —           | —           | —           | —           | —           | —           | —           | —           | —           | —           | —           | —           |                                                   | Desire Walks On             |
| 1992                                                                                               | Will You Be There (In the Morning)       | 39          | —           | 15          | 24          | —           | —           | 8           | —           | 65          | —           | —           | —           | 14          | —           | —           | 19          |                                                   | Desire Walks On             |
| 1994                                                                                               | Back to Avalon                           | —           | —           | —           | —           | —           | —           | 60          | —           | —           | —           | —           | —           | —           | —           | —           | —           |                                                   | Desire Walks On             |
| 1994                                                                                               | The Woman in Me                          | 105         | —           | 24          | —           | —           | —           | 13          | —           | —           | —           | —           | —           | —           | —           | —           | —           |                                                   | Desire Walks On             |
| 1995                                                                                               | The Road Home                            | —           | —           | —           | —           | —           | —           | 47          | —           | —           | —           | —           | —           | —           | —           | —           | —           |                                                   | The Road Home               |
| 1998                                                                                               | Strong, Strong Wind                      | —           | —           | —           | —           | —           | —           | —           | —           | —           | —           | —           | —           | —           | —           | —           | —           |                                                   | Greatest Hits               |
| 2004                                                                                               | The Perfect Goodbye                      | —           | —           | —           | —           | —           | —           | —           | —           | —           | —           | —           | —           | —           | —           | —           | —           |                                                   | Jupiters Darling            |
| 2004                                                                                               | Oldest Story in the World                | —           | 22          | —           | —           | —           | —           | —           | —           | —           | —           | —           | —           | —           | —           | —           | —           |                                                   | Jupiters Darling            |
| 2004                                                                                               | Make Me                                  | —           | —           | —           | —           | —           | —           | —           | —           | —           | —           | —           | —           | —           | —           | —           | —           |                                                   | Jupiters Darling            |
| 2010                                                                                               | Hey You                                  | —           | —           | 26          | —           | —           | —           | —           | —           | —           | —           | —           | —           | —           | —           | —           | —           |                                                   | Red Velvet Car              |
| 2010                                                                                               | WTF                                      | —           | —           | —           | —           | —           | —           | —           | —           | —           | —           | —           | —           | —           | —           | —           | —           |                                                   | Red Velvet Car              |
| 2012                                                                                               | Walking Good                             | —           | —           | —           | —           | —           | —           | —           | —           | —           | —           | —           | —           | —           | —           | —           | —           |                                                   | Fanatic                     |
| 2012                                                                                               | Fanatic                                  | —           | 49          | —           | —           | —           | —           | —           | —           | —           | —           | —           | —           | —           | —           | —           | —           |                                                   | Fanatic                     |
| 2013                                                                                               | Dear Old America                         | —           | —           | —           | —           | —           | —           | —           | —           | —           | —           | —           | —           | —           | —           | —           | —           |                                                   | Fanatic                     |
| 2013                                                                                               | Stairway to Heaven                       | —           | 20          | —           | —           | —           | —           | —           | —           | —           | —           | —           | —           | —           | —           | —           | —           |                                                   | Kennedy Center Honors       |
| 2013                                                                                               | All Through the Night (con Richard Marx) | —           | —           | 16          | —           | —           | —           | —           | —           | —           | —           | —           | —           | —           | —           | —           | —           |                                                   | Heart Christmas Single 2013 |
| 2016                                                                                               | Beautiful Broken (con James Hetfield)    | —           | —           | —           | —           | —           | —           | —           | —           | —           | —           | —           | —           | —           | —           | —           | —           |                                                   | Beautiful Broken            |
| "—" indica una pubblicazione che non si è classificata o che non è stata pubblicata in quel Paese. |                                          |             |             |             |             |             |             |             |             |             |             |             |             |             |             |             |             |                                                   |                             |

## Videografia

### Album video
- 1986 – Heart (Laserdisc)
- 1988 – If Looks Could Kill (VHS, CD Video)
- 1995 – The Road Home (VHS, DVD, CD)
- 2003 – Alive in Seattle (DVD, Blu-ray, CD)
- 2007 – Dreamboat Annie Live (DVD, CD)
- 2008 – Heart Live (DVD, Blu-ray)
- 2010 – Night at Sky Church (DVD, Blu-ray)
- 2014 – Fanatic Live from Caesar's Colosseum (DVD, Blu-ray, CD)
- 2014 – Home for the Holidays (DVD, Blu-ray, CD)
- 2016 – Live at The Royal Albert Hall with The Royal Philharmonic Orchestra (DVD, Blu-ray, CD)

### Video musicali
| Anno | Titolo                             | Regista       |
| ---- | ---------------------------------- | ------------- |
| 1976 | Crazy on You                       |               |
| 1976 | Magic Man                          |               |
| 1977 | Barracuda                          |               |
| 1978 | Cook with Fire                     |               |
| 1978 | High Time                          |               |
| 1978 | Straight On                        |               |
| 1980 | Break                              | Paul Smith    |
| 1980 | Even It Up                         | Paul Smith    |
| 1980 | Tell It Like it Is                 |               |
| 1982 | City's Burning                     |               |
| 1983 | How Can I Refuse                   | Mark Rezyka   |
| 1985 | What About Love                    | David Mallet  |
| 1985 | Never                              | Marty Callner |
| 1986 | These Dreams                       | Jeff Stein    |
| 1986 | Nothin' at All                     | Marty Callner |
| 1987 | Alone                              | Marty Callner |
| 1987 | Who Will You Run To                | Steve Barron  |
| 1987 | There's the Girl                   | Jeff Stein    |
| 1990 | All I Wanna Do Is Make Love to You |               |
| 1990 | I Didn't Want to Need You          |               |
| 1990 | Stranded                           | Marty Callner |
| 1991 | Secret                             | Marty Callner |
| 1991 | You're the Voice                   |               |
| 1993 | Will You Be There (In the Morning) |               |
| 1995 | The Road Home                      |               |